# Tortula latifolia
Tortula latifolia là một loài Rêu trong họ Pottiaceae. Loài này được (Brid.) Mont. miêu tả khoa học đầu tiên năm 1842.